# マリヤ・パレオロギナ
マリヤ・パレオロギナ（ギリシャ語: Μαρία Παλαιολογίνα, ラテン文字転写: María Palaiologína, 1312年から1314年頃 - 1355年4月7日）は、セルビア王妃。セルビア語名はマリヤ・パレオログ（セルビア語: Марија Палеолог, ラテン文字転写: Marija Paleolog）。

## 生涯
東ローマ帝国のパンヒペルセバストスであったヨハネス・パレオロゴスの娘。アンドロニコス2世の治世にメガス・ロゴテテス（外務大臣）を務めたテオドロス・メトキティスの外孫で、皇帝ミカエル8世の曾孫にあたる。
妃のテオドラと1322年に死別していたセルビア王ステファン・ウロシュ3世と1324年に結婚した。当時、父のヨハネスはテッサロニキの知事を務めており、マリアは幼少だった。
1331年、ステファン・ウロシュ3世が前妃テオドラとの間の長男であるステファン・ウロシュ4世に廃された後に死去すると、マリヤは再従兄であった東ローマ皇帝アンドロニコス3世の後ろ盾を得て、自らの子であるシメオン・ウロシュ（ステファン・ウロシュ4世の異母弟）をセルビア王に擁立しようと目論んだが、果たせなかった。その後のマリヤとシメオン・ウロシュはステファン・ウロシュ4世から害されることはなく、1348年にシメオン・ウロシュがステファン・ウロシュ4世から南部イピロスの知事に任命されると、マリヤは「マルタ」の修道名を名乗って修道院に入った。
1355年4月7日にスコピエで死去し、聖デメトリオス教会に埋葬された。その墓石にはマリヤの来歴が簡潔に刻まれている。

## 参考資料
- John Van Antwerp Fine (1994/04/01). The Late Medieval Balkans: A Critical Survey from the Late Twelfth Century to the Ottoman Conquest. University of Michigan Press. ISBN 978-0472082605
- Celia Hawkesworth (2000/01/01). Voices in the Shadows: Women and Verbal Art in Serbia and Bosnia. Central European University Press. ISBN 978-9639116627

| スタブアイコン | サブスタブ | この項目は、まだ閲覧者の調べものの参照としては役立たない、人物に関連した書きかけの項目です。この項目を加筆・訂正などしてくださる協力者を求めています（P:人物伝/PJ:人物伝）。 |